# Constantino Fernández Fernández
Constantino "Tino" Fernández Fernández (Barcelona, 25 de marzo de 1967) es un cantante y actor español, integrante del grupo Parchís entre 1979 y 1983.

## Vida personal
Nacido en Barcelona, sus primeros años tuvieron como escenario el domicilio familiar en el Valle de Hebrón, sobre una ladera del monte Tibidabo. Hijo de Próspero Fernández y Georgina Fernández, es el segundo de cuatro hermanos y único varón: Montse es mayor que él, Patricia y Yolanda son las menores.
Cursó sus estudios primarios en el colegio Menéndez Pidal. Precisamente durante una actuación en uno de estos festivales donde su número principal era cantar, es "descubierto" por uno de los directivos de Discos Belter (padre de otro de los niños que actuaban en esa obra), que lo incorporará al proyecto del grupo Parchís.
Después de realizar el servicio militar obligatorio, habiéndose interrumpido su trayectoria musical y con el cierre de la compañía Discos Belter, que lo catapultase a la fama, se incorporó al mundo laboral trabajando entre otras empresas en Artel en Murcia y Barcelona. En Zaragoza Tino conoció a su esposa Eva Artigas. 
A finales de los 90 mientras regresaba de una reunión de trabajo conduciendo su coche por Murcia, Tino sufrió un terrible accidente de tráfico al querer esquivar a una furgoneta que iba circulando erráticamente. Esto ocasionó que su vehículo se metiera en el carril contrario y chocase de frente con otro vehículo. Tino sufrió la pérdida de su brazo izquierdo y un traumatismo de cráneo severo que lo dejó inconsciente. Tras recuperarse del accidente y superar un estado depresivo a causa del mismo, con la ayuda de su esposa y el apoyo de sus excompañeros del grupo Parchís, volvió a trabajar en la empresa, aunque al poco tiempo  regresó a Barcelona, dirigió una compañía de limusinas, montó un estudio de grabación y luego se dedicó al periodismo deportivo

## Trayectoria profesional

### El grupo Parchís
Ver Parchís (Banda)
En 1979 el joven Tino, con tan solo 12 años se incorpora al grupo musical infantil Parchís, que la discográfica barcelonesa Belter crea ese año. Tras unos casting bastante duros para seleccionar a los componentes de la banda, Tino logró encandilar a los miembros de Belter de nuevo realizando su truco más espectacular, hacer el pino mientras cantaba. Tino representaba la ficha roja dentro del grupo. Este, en pocos meses se sitúa en lo más alto de las listas de ventas, comenzando una carrera vertiginosa que les llevará a actuar en España y América y a grabar un total de siete largometrajes. El mayor de todos . Ahora se estrenará el documental de Parchís.

### Cantante solista
En 1983, Tino, ya con 16 años, abandona Parchís, tratando de abrirse camino como solista, ya que según su palabras, "era un poco raro ver a un chaval de 16 años cantando Pajaritos a volar", además de que sus fans crecieron con él, y ya no era edad para escuchar a grupos infantiles . Al empezar su carrera de solista, adapta su repertorio a su edad, buscando consolidar sus fans en torno a una nueva carrera. 
Sus dos primeros discos: Por primera vez y Ríndete alcanzan un éxito aceptable, aunque el tercero no tiene idéntica acogida.
Como en otros cantantes, su paso por el servicio militar supuso una retirada temporal de los escenarios. Pero a su regreso, la falta de propuestas laborales y sus propios deseos personales lo llevaron a involucrarse laboralmente en otros ámbitos.

## Radio, televisión y otros medios
Tino ha aparecido como invitado en diversos programas de televisión y radio, la mayoría de las veces hablando sobre su etapa musical infantil - adolescente con Parchís, así como también sobre su carrera solista.
En 2007 es invitado a participar como comentarista deportivo en Cataluña Radio, retransmitiendo los partidos del Real Madrid.  En 2014 Tino es invitado por cantante Hervey Torres Fonseca de la banda mexicana "Código Zero" a grabar el tema "He vuelto", en el cual Tino se desarrolla como voz principal. En esa misma sesión de grabación, Frank Díaz, amigo de Tino y también exintegrante Parchís, pone su voz para el tema "Inténtalo". Paralelamente ese mismo año, un artista aficionado a la animación realiza un video homemade CGI en el que Tino participa como supervisor del mismo, sobre el tema de su autoría "A ti".

## Proyectos en la actualidad
Durante el año 2017 y 2018 Tino junto a sus excompañeros y amigos de Parchís se encontraron  involucrados artísticamente en un documental homónimo llamado "Parchís el documental"  dirigido por Daniel Arasanz, un documental que recorre la carrera de la agrupación más famosa de Parchís, desde sus inicios.  En marzo de 2019 Tino viajó junto con el resto de los exintegrantes de Parchís hacia México, para asistir a la presentación oficial del documental el cual tuvo lugar durante el Festival Internacional de Cine de Gualadajara. Allí fue recibido por una multitud de fans que irrumpieron en histeria ante la presencia de los legendarios ídolos juveniles.
En 2020, Tino y Frank Díaz, junto a otros exintegrantes de algunos de los grupos españoles más influyentes de los 80s, entre ellos, Nacho García Vega de Nacha Pop y Rafa Gutiérrez de Hombres G, coincidieron junto a Código Zero con el fin de lograr recaudar fondos para paliar los efectos económicos de la crisis del COVID-19. De esa manera lanzaron el sencillo "Cuando pase la tormenta".

## En el cine
A lo largo de su carrera profesional, participó en nueve largometrajes, todos como integrante de Parchís:
- Ritmo a todo color - Tino - (Máximo Berrondo, 1980)
- La guerra de los niños - Tino - (Javier Aguirre Fernández, 1980)
- Su majestad la risa - Tino - (Ricardo Gascón, 1981)
- Los Parchís contra el inventor invisible - Tino - (Mario Sábato, 1981)
- La segunda guerra de los niños - Tino - (Javier Aguirre Fernández, 1981)
- Las locuras de Parchís - Tino - (Javier Aguirre Fernández, 1982)
- La magia de los Parchís - Tino - (Mario Sábato, 1982)
- La gran aventura de los Parchís - Tino - (Mario Sábato, 1982)
- Parchís entra en acción - Tino - (Javier Aguirre Fernández, 1983)